# باز-سنقر ماداگاسکاری
باز-سنقر ماداگاسکاری (نام علمی: Polyboroides radiatus) نام یک گونه از سرده بازسنقرها است.